# Хрінги
Хрінги  — аварські дерев'яні укріплення (фортеці). Система хрінгів почала формуватися після приходу аварів до Паннонії в VI століття при  засновнику Аварського каганату Баяні Першому. Будучи завойовниками, авари стали будувати військові табори, що представляли собою кільцеподібні споруди, захищені ровами, земляними валами та огорожами
. Центр хрінгу оточували потужними дерев'яними мурами, додатково укріплювалися центральні ворота. 
Хрінги могли досягати величезних розмірів: так, головний з хрінгів був захищений дев'ятьма стінами, що йшли один за одним. У цьому хрингу, розташованому між Дунаєм і Тисою (за різними версіями або в районі сучасного румунського міста Тімішоара, або болгарського міста Преслав), зберігалася скарбниця Аварського каганату. 
Хрінги мали недалеко один від одного, щоб у разі нападу ворога звістку про нього можна було швидко передати сусідам. У хрінгах зазвичай зберігалися запаси продовольства та награбовані скарби.
Система хрінгів була зруйнована франками в 791—796 ріках
.
Хрінги були опорними пунктами панування аварів, на захоплених землях. 
Опис аварських хрінгів дійшло до наших днів у «Хроніках Сен-Галленського монаха» середини IX століття
.
Раніше аварів хрінги, фортеці з кількох концентричних кіл, що складалися з ровів і огорож з частоколу, будували хунну.  Імовірно, у хунну хрінги були місцем річних військових оглядів орди, що супроводжувалися релігійними церемоніями, а також арсеналами, в яких виготовляли і зберігали зброю.
Вважається що слово «хрінг» походить від слова «hring», що на скандинавських і германських мовах означає "кільце". Г. В. Хауссіг виводив походження японського слова «ріу» (фортеця) від слова «хрінг», а Роза Джарилгасинова пов'язує походження слова «хринг» когуресського слова «рі» (місто). 